# 淡蘭古道

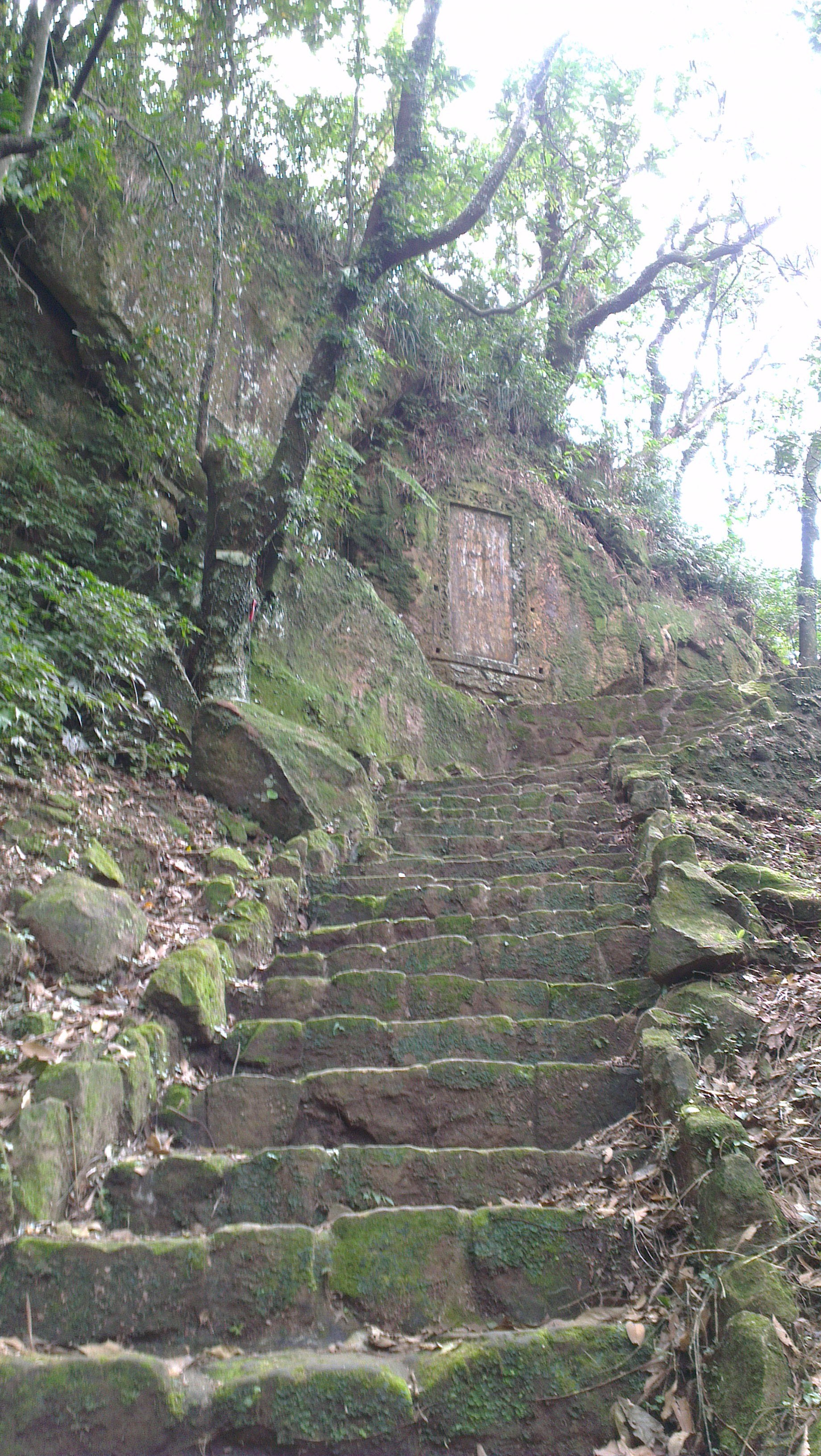
三貂嶺古道金字碑

淡蘭古道是泛指清朝末期到日治時代初期(約十九世紀期間)，淡水廳到噶瑪蘭廳間(現今台北、基隆到宜蘭)的山區主要交通道路系統，範圍橫跨現今北台灣的四個行政區(新北市、基隆市、台北市、宜蘭縣)。這段期間正是北台灣漢民族開始由西部往東部發展的黃金時期，為了克服台北與宜蘭間地理的障礙，清廷的官方政策與先民拓墾的韌性，不斷在北台灣山嶺上留下路跡，淡蘭古道成為北台灣這段開拓史的見證。日治時期後，因鐵路、公路的開通，古道漸漸的失去其原有功能，除了部份開闢為鐵公路使用外，其餘皆逐漸隱沒在荒煙蔓草之中。淡蘭古道北路現今僅存了三貂嶺金字碑古道、草嶺古道和隆嶺古道三段。古道目前部分山徑仍是登山健行者的愛好秘徑。

## 路徑

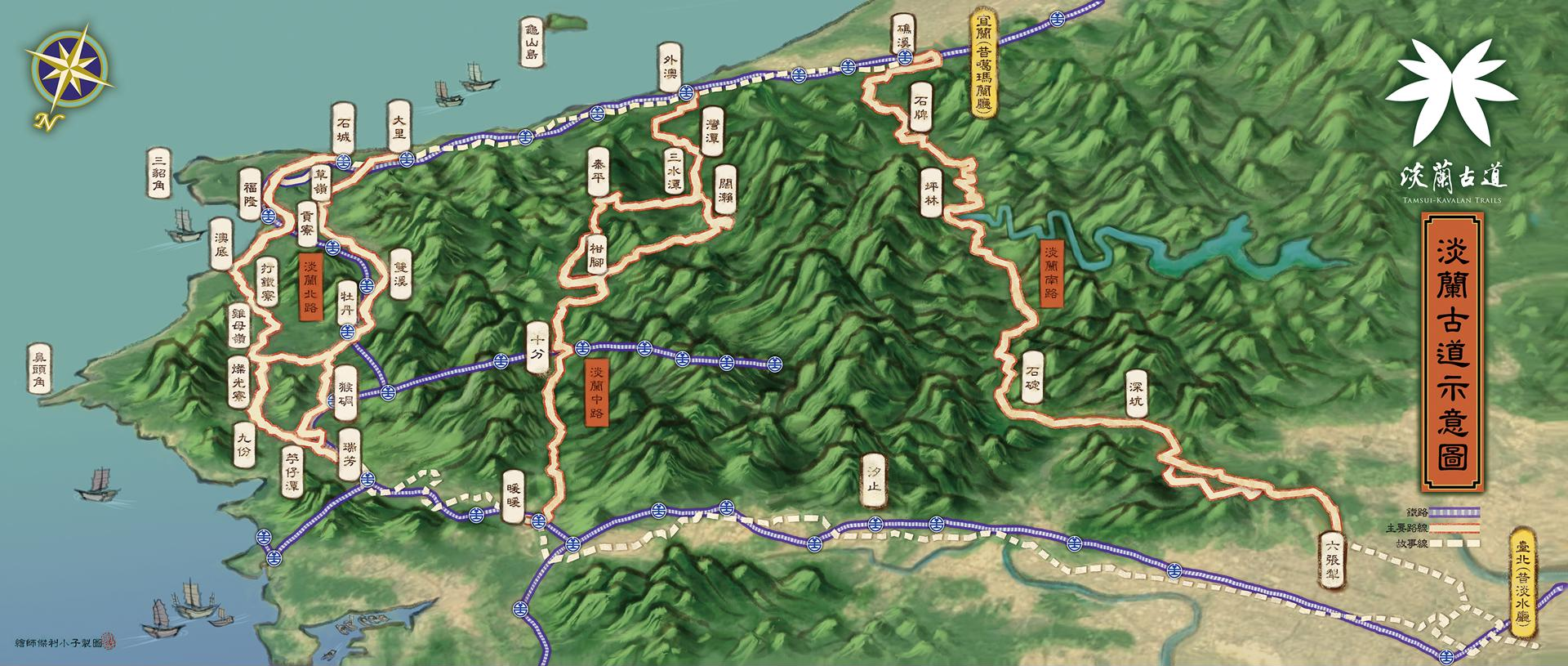
淡蘭古道示意圖

淡蘭古道分為北路（官道）、中路（民道）、南路（商道）。
淡蘭北路：瑞芳為起點，經猴硐、雙溪、貢寮到宜蘭大里、石城。從最一開始的軍事防守、傳遞公文到成為交通要道，為發展最早的歷史古道。
北路又分成兩條主路線，靠北海岸的路線是從燦光寮-打鐵寮-澳底-福隆-至石城路段，為台灣知府楊廷理在噶瑪蘭廳設治初期往來噶瑪蘭廳所走的路線，故又稱楊廷理古道。較靠山區的猴硐-牡丹-雙溪-貢寮-草嶺-宜蘭大里路線，是後來開發的另一條入蘭正道官道。馬偕博士曾經沿此路傳教行醫，故又稱「馬偕之路」。草嶺古道為淡蘭古道北路入蘭正道的末段。
淡蘭中路：暖暖為起點，經平溪(十分)至雙溪(柑腳、泰平)—到宜蘭外澳，此路線為先民為生存、耕山開闢的生活民道，承載著從拓墾到族群械鬥及和解的庶民記憶。沿途可見梯田駁坎及石砌土地公廟等先民信仰寄託。
淡蘭南路：六張犁為起點，經深坑、石碇經坪林—到宜蘭礁溪。初始清廷官方消極緩議闢便道，後經民間累積近百年的茶葉經濟力，終於在1885年闢道通宜蘭並設兵駐防。「淡」、「蘭」間最短路線，為茶商往來經商之路。

### 淡蘭古道活動路徑
2024年新北市政府觀光旅遊局與健行筆記合作，將錯綜複雜的淡蘭古道山徑，選擇出北、中、南各5段作為健行活動路徑，介紹如後：

淡蘭北路第一至三段：由瑞芳-燦光寮-澳底-石城，包含苧仔潭古道、樹梅坪古道、燦光寮古道、楊珽理古道、雞母嶺古道。

淡蘭北路第四至五段：由瑞芳-猴硐-雙溪-遠望坑-大里，為入蘭正道，包含金字碑古道與草嶺古道。

淡蘭中路第一至三段：由暖暖-十分-柑腳-闊瀨-三水潭，包含暖冬舊道與蘭入山孔道，包含中坑古道、枋山坑古道、闊瀨古道。

淡蘭中路第四至五段：由柑腳-泰平-三水潭-坪溪頭-外澳，為蘭入山孔道，包含崩山坑古道、北勢溪古道、灣潭古道、烏山越嶺古道、坪溪古道、象寮古道、石空古道。

淡蘭南路第一至五段：由六張犁-深坑-石碇-坪林-石嘈-礁溪，為淡蘭便道，包含大坑外股古道、外按古道、四分子古道、四堵古道、跑馬古道。

## 外部連結
- 淡蘭古道-交通部觀光局 （页面存档备份，存于）
- 淡蘭古道-新北市政府觀光旅遊局 （页面存档备份，存于）
- 淡蘭古道官方網站 （页面存档备份，存于）
- 淡蘭道 Tamsui-Kavalan Trails的Facebook專頁
- 淡蘭國家綠道主題網站-交通部觀光局東北角暨宜蘭海岸國家風景區管理處 （页面存档备份，存于）